# Investors Overseas Services

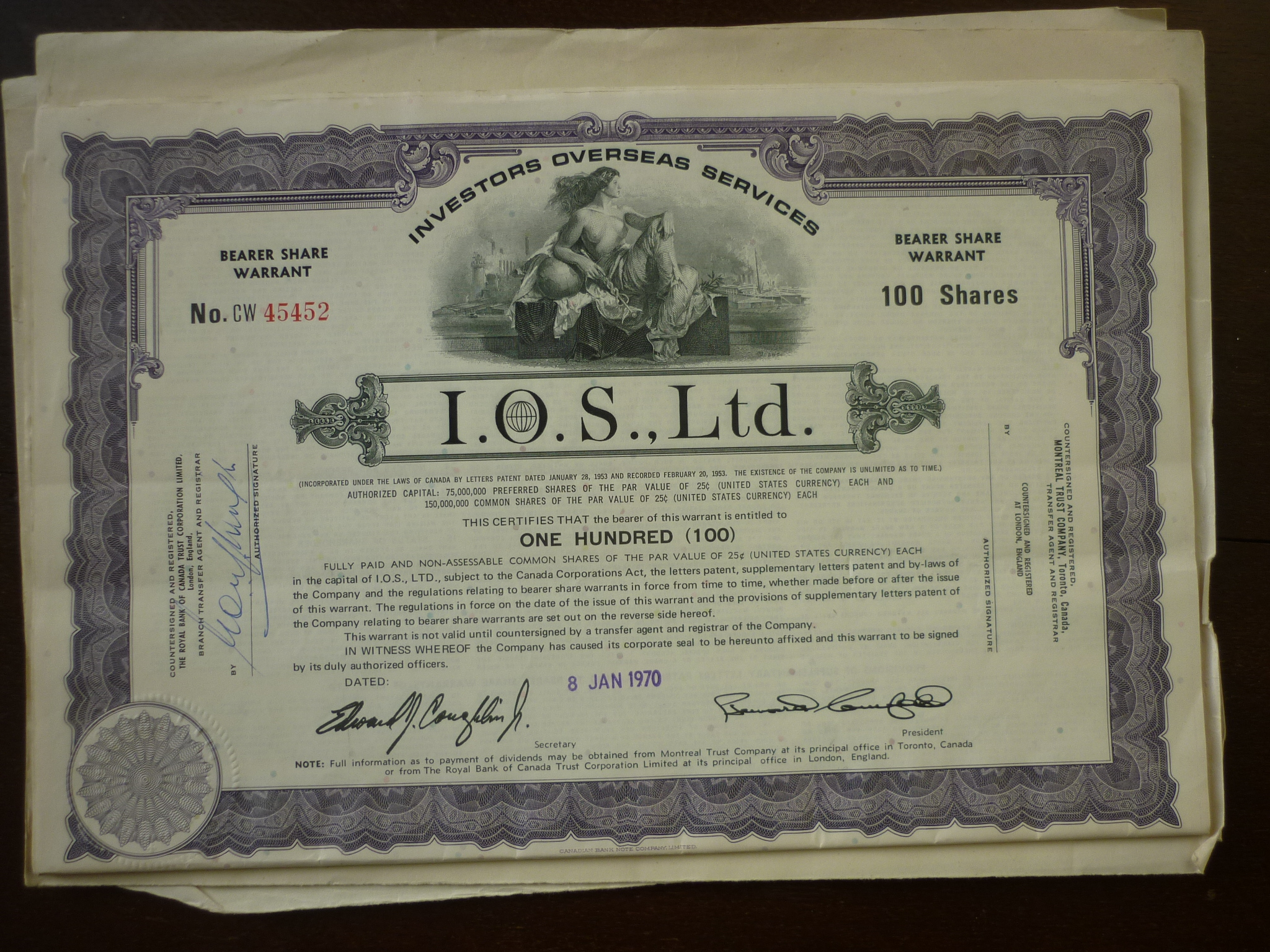
Aktie der IOS Ltd.

Investors Overseas Services Limited, kurz IOS, war ein bedeutender Offshore-Finanzkonzern in den 1960er-Jahren, der mit Aktienfonds, Immobilien und Versicherungen handelte und um 1970 in weltweit aufsehenerregender Weise in Insolvenz ging.

## Vorbemerkung
Die Geschichte der IOS ist komplex. Durch das systematische Verschleiern von eingezahlten Geldsummen und Geldgebern und die nicht immer zu verfolgende Verwendung von Geldern in einer fast undurchschaubaren Struktur von Dutzenden Tochtergesellschaften, Banken, Versicherungen und Investmentfonds, angesiedelt in den verschiedensten Steuerparadiesen, waren die Ereignisse und Geldflüsse nie restlos zu rekonstruieren. Die Aufklärung aller Vorgänge und die spätere Liquidation der IOS und ihrer Tochtergesellschaften und Investmentfonds wurde durch die Handlungen des letzten Großaktionärs, Robert Vesco, noch einmal erschwert.

## Die Anfänge (1956–1959)
Die IOS bestand in den ersten Jahren aus Bernard Cornfeld und einigen nach und nach von ihm angeworbenen Mitarbeitern für den Tür-zu-Tür-Verkauf amerikanischer Aktienfonds. Cornfeld kam Anfang 1956 von New York nach Paris. Dort fiel ihm auf, dass es für den Verkauf von Aktienfonds in Europa eine attraktive Zielgruppe gab: die nach dem Ende des Zweiten Weltkriegs rund 800.000 stationierten US-Soldaten. Gleichzeitig registrierte er eine große Anzahl von im Ausland lebenden US-Zivilpersonen, die auf der Suche nach einer Beschäftigung waren. Aus dieser Gruppe rekrutierte er zunächst seine Mitarbeiter. Am Anfang wurden von Cornfeld Anteile des IPC-Fonds von Walter Benedick verkauft, bei dem Cornfeld ab 1952 bis zu seinem Umzug nach Paris die Grundzüge des Verkaufs von Aktienfonds und vor allem den Aufbau und die Funktionsweise einer Strukturvertriebsorganisation kennengelernt hatte.
1958 geriet die IOS mit den französischen Behörden in Konflikt, die einen widerrechtlichen Verkauf amerikanischer Fondszertifikate an französische Bürger vermuteten. Als Folge dieses Konfliktes zog Cornfeld im Herbst 1958 mit seinen Mitarbeitern nach Genf um. Cornfeld beschloss, die IOS künftig als Fondsverwaltungsgesellschaft mit eigenen Fonds zu strukturieren. Das nötige Wissen lieferte ihm ein Mann, der schnell zum zweiten Mann der IOS aufstieg und der Kopf hinter der erstaunlichen Expansion der Gesellschaft in den 1960er Jahren sein sollte: Edward M. Cowett. Cowett war Ende 1959 zur IOS gekommen. Als gelernter Rechtsanwalt, der sich auf Wertpapiergesetze spezialisiert hatte und einige Zeit als Berater der Dreyfuss-Fonds tätig war, verfügte er über die notwendigen Kenntnisse, um das Wachstum der Gesellschaft zu organisieren. Die Nummer drei der IOS wurde Allen Cantor, der den Vertriebsapparat mit den Vertretern kontrollierte.

## Aufstieg und erster Dachfonds (1960–1964)
Am 9. April 1960 wurde die IOS erstmals formell eingetragen, als IOS Ltd. mit Sitz in Panama.  Die Wahl des Geschäftssitzes in den verschiedensten Steuerparadiesen sollte sich wie ein roter Faden durch die weitere Geschichte der IOS ziehen. Neben den steuerlichen Vorteilen existierten in diesen Offshore-Geschäftssitzen wenn überhaupt nur rudimentäre Vorschriften zur Rechnungslegung und zum Erstellen einer Bilanz. Auch Gesetze zur unabhängigen Kontrolle einer Gesellschaft und Schutzbestimmungen zugunsten der Kapitalanleger fehlten oft. Anfang 1960 entwickelten Cornfeld und Cowett ein wichtiges Instrument, um die stetig wachsende Schar der Vertreter eng an die Gesellschaft zu binden, den Stock-Option-Plan. Unter diesem Plan erwarben die Vertreter nach einer komplizierten Formel (je nach Rang und Verkaufserfolgen) Anteile an der Gesellschaft, in der Hoffnung, diese bei einem späteren Börsengang der IOS zu Geld zu machen.
Am 5. Januar 1961 wurde der erste IOS-eigene Fonds in Luxemburg aufgelegt, der IIT (International Investment Trust). Der Wert des IIT fiel vom Ausgabekurs 5 Dollar bis Oktober 1962 auf 3,53 US-Dollar. In späteren Verkaufsprospekten des IIT wurde der Wertverlust verschleiert, indem bei Wertvergleichsberechnungen der Tiefstand des IIT vom Oktober 1962 als Anfangswert angenommen wurde. Der IIT wurde 1967 bis 1969 populär und sollte Ende 1969 mit über 700 Millionen Dollar Fondsvermögen der größte Fonds der IOS sein. Zu diesem Zeitpunkt gehörte mehr als die Hälfte des IIT-Vermögens deutschen Anlegern.
Im Herbst 1962 entwickelten Cornfeld und Cowett die Idee eines Fonds, der zugunsten der Fondsverwaltungsgesellschaft noch höhere Gebühren abwerfen sollte. Dieser Fonds sollte ausschließlich in andere Fonds investieren. Mit seiner Eintragung in Ontario (Kanada) war der Fund of Funds (FOF) geboren, der erste Dachfonds der Investmentgeschichte. In den Folgejahren wurden in diesem Fonds in erheblichem Umfang Anlagegelder entgegen den Kapitalanlagebestimmungen zweckentfremdet und hohen Risiken bei Termingeschäften, Immobilien und in der Rohstofferschließung ausgesetzt. Anfang 1967 kam Cornfeld und Cowett eine Idee zur weiteren Steigerung der Einnahmen der IOS. Die Mittel des Fund of Funds wurden nicht mehr in fremde Fonds investiert, sondern in von der IOS gegründete sogenannte private Besitzerfonds mit nur einem Gesellschafter, der IOS. Durch die diversen Gebühren wurden bis zu 20 Prozent der Kundeneinzahlungen vor der Geldanlage einbehalten. Diese selbst für damalige Verhältnisse große Belastung machte einen überdurchschnittlichen Erfolg dieser Fonds unwahrscheinlich. Ende 1964 verwaltete der FOF bereits ein Kapital von 100 Millionen Dollar. 1969 sollte er kurzzeitig 800 Millionen Dollar von mehr als 188.000 Anlegern verwalten.
1963 gründete die IOS mit der Investors Bank in Luxemburg die erste eigene Bank. 1964 erfolgte der Erwerb der Overseas Development Bank in Genf und der Einstieg ins Immobilien- und Versicherungsgeschäft.

## Erfolg und erste Schwierigkeiten (1965–1968)
Über die von Martin Seligson seit 1964 geleitete IOS-Immobiliengesellschaft Indevco erfolgte die Ausführung von Großprojekten. 1970 wurde der Hotel- und Appartementkomplex Playamar an der Costa del Sol zwischen Málaga und Marbella fertiggestellt. Ab 1968 verwaltete die Indevco auch den Immobilienfonds des Fund of Funds. Mit der Investors Bank und dem unter Leitung von Richard Hammermann stehenden Versicherungsgeschäft beteiligte sich die IOS an Emissionsgeschäften und in der Versicherungsbranche. In England war die IOS dabei mit dem sogenannten „Dover-Plan“ erfolgreich, einer fondsgebundenen Lebensversicherung. Die Rohstoffinvestitionen der IOS wurden über den Rohstofffonds des Fund of Funds von John M. King geleitet, der Unternehmungen seiner Firma King Resources mit FOF-Geldern finanzierte.
Die IOS hatte zunächst vornehmlich auf US-Militärangehörige als Kunden gesetzt. Danach folgten im Ausland lebende zivile US-Amerikaner und wohlhabende im Ausland lebende Geschäftsleute. Bald machte die IOS in allen Ländern auch Geschäfte mit wohlhabenden Inländern, die ihr Geld entgegen den Steuergesetzen und Devisenbestimmungen ihrer Heimatländer ins Ausland transferieren wollten. Es war zum großen Teil dieses illegal von der IOS ins Ausland geschaffte Geld, das maßgeblich zum Wachstum der IOS bis Mitte 1967 beitrug. Nach Schätzungen waren von den bis 1967 bei der IOS angelegten etwa 700 Mio. Dollar bis zu 400 Mio. Dollar auf illegalem Weg vor allem aus Südamerika und dem Nahen Osten auf die IOS-Konten gewandert.
1965 und 1966 gingen diese lukrativen Märkte für die IOS fast vollständig verloren. Aufgrund der fortgesetzten Verstöße gegen Steuer- und Devisenbestimmungen wurden die IOS-Niederlassungen in Brasilien, Kolumbien und weiteren Ländern geschlossen, einige Mitarbeiter entgingen nur durch Flucht ihrer Verhaftung.
Ein weiterer Konflikt bahnte sich für die IOS seit 1965 mit der US-amerikanischen Börsenaufsichtsbehörde SEC an. Die Behörde forderte im November 1965 die Offenlegung aller Unterlagen über die US-amerikanischen Kunden der IOS. Die IOS weigerte sich, dieser Forderung nachzukommen. Nach einer gerichtlichen Niederlage einigte sich die IOS im Mai 1967 mit der SEC auf einen Vergleich, welcher der IOS jegliche Betätigung in den USA untersagte. Diese Vereinbarung wurde von der IOS in der Folgezeit dadurch umgangen, dass die IOS-Aufträge über eine Londoner Firma abgewickelt wurden.
Auch in ihrem Stammsitz, der Schweiz, geriet die IOS in Schwierigkeiten. Nachdem sich die schweizerische Bankiersvereinigung über aggressives Gebaren und mangelnde Aufklärung der Kunden beschwert und der Schweizer Bundesrat die illegale Beschäftigung von IOS-Mitarbeitern in der Schweiz sowie die widerrechtliche Bezeichnung der IOS als Schweizer Gesellschaft festgestellt hatte, musste sich die IOS im Herbst 1968 verpflichten, einen großen Teil ihres Verwaltungsapparates aus Genf zu verlagern. Die IOS entschied sich für das französische Dorf Ferney-Voltaire, nur drei Kilometer vom Genfer Flughafen entfernt, und errichtete dort in kurzer Zeit einen großen Verwaltungskomplex.
Um politische Entscheidungen zu beeinflussen und das Image der Gesellschaft nach außen zu verbessern, bemühte sich die IOS ab 1966 vermehrt um die Verpflichtung von Diplomaten, Politikern und Prominenten. Dazu wurde eigens die Gesellschaft IOS-Development gegründet. Ein großer Erfolg gelang Cornfeld 1966 mit der Verpflichtung des ältesten Sohnes von Franklin D. Roosevelt, James Roosevelt. In England engagierte die IOS den ehemaligen Generaldirektor des GATT, Sir Eric Wyndham White. In Deutschland misslang die gewünschte Verpflichtung von Ludwig Erhard, aber mit Erich Mende konnte im September 1967 der ehemalige Vizekanzler und Vorsitzende der FDP gewonnen werden. Mit Victor-Emanuel Preusker wurde ein weiterer ehemaliger Minister Mitarbeiter der IOS. Preusker übernahm die Leitung der IOS-eigenen Orbis-Bank in München. Die Prominenten hatten kaum Einfluss in der IOS. In den Ländern bestimmten die Generalmanager den Kurs der IOS, während in Genf Cornfeld, Cowett und Cantor die Entscheidungen fällten.
Da die IOS die Kunden in Südamerika und im Nahen Osten verloren hatte, mussten neue Absatzmärkte erschlossen werden. Besonders erfolgreich war die IOS dabei in Italien und Deutschland. In Italien zog der am 26. September 1967 aufgelegte Fonds Fonditalia in kurzer Zeit große Summen Anlagekapital an (fast 200 Mio. Dollar). Auch in Italien setzte die IOS wie in anderen Ländern ihre Praxis fort, neben der offiziellen Betätigung Gelder illegal ins Ausland zu transferieren, der illegale Transfer soll dabei mindestens die Höhe der legalen Einzahlungen erreicht haben.
Das starke Wachstum der IOS von 1967 bis 1969 wurde in bedeutendem Umfang durch deutsche Kapitalanleger finanziert. Nachdem in den Jahren von 1963 bis 1967, in denen die IOS noch nicht der breiten Öffentlichkeit in Deutschland bekannt war, gut verdienende Selbständige und Unternehmer meist größere Einmalbeträge vor allem in den Fund of Funds investiert hatten, verkaufte die stark wachsende Mannschaft der IOS-Vertreter 1968 und 1969 viele Sparplanprogramme mit monatlichen Einzahlungen auch an Kleinsparer. Diese kauften zunächst Anteile des IIT und des seit 20. März 1968 über die Orbis-Bank angebotenen Investorsfonds (dieser verwaltete Mitte 1970 fast 100 Mio. Dollar). Auch die beiden letzten Fondsgründungen der IOS waren in Deutschland Verkaufserfolge. Der Venturefonds sammelte bis Ende April 1969 etwa 90 Mio. Dollar ein, der Investment Property International etwa 100 Mio. Anfang 1970 gab es in Deutschland fast 10.000 IOS-Vertreter (von geschätzten 16.000 weltweit), über 200 IOS-Agenturen und etwa 300.000 Anleger: Fast die Hälfte der IOS-Gewinne wurden 1969 in Deutschland erzielt. Der besonders große Erfolg in Deutschland war darauf zurückzuführen, dass Kleinanleger von den Banken lange kaum beachtet wurden und so für die IOS-Werbung, die mit dem Begriff „Peoples Capitalism“ arbeitete, besonders empfänglich war. Weiterhin gab es bis Ende 1969 kaum Vorschriften zum Anlegerschutz. Außerdem darf der Einfluss von Erich Mende als Spitzenrepräsentant der IOS in Deutschland nicht unterschätzt werden. Durch seine unermüdliche Werbearbeit mit Hunderten von Auftritten kamen in seiner Zeit 5.000 Vertreter und 200.000 Anleger zur IOS. Deutschland wurde dabei wie andere Länder in regionale Einflussbereiche sogenannter Generalmanager aufgeteilt. In diesen Regionen bildete sich jeweils die typische Pyramidenform eines Strukturvertriebs. Vielen dieser Generalmanager wie Werner Kunkler, Eli Wallit, Ossi Neduloa und anderen, gelang es in wenigen Jahren, durch die eingenommenen Provisionen große Summen zu verdienen: Die Genannten erhielten allein im Jahr 1969 jeder über eine Million Dollar.

## Die Krise (1969–1970)
1969 befand sich die IOS auf dem Höhepunkt ihres Erfolges. Sie kontrollierte etwa 2,5 Milliarden US-Dollar Anlagegelder und war damit eine der größten Fondsverwaltungsgesellschaften der Welt. Die Zahl der Anleger wurde weltweit auf über eine Million geschätzt. Bernard Cornfeld war mehrfach Hauptredner auf der Institutional Investors Conference, einer exklusiven Veranstaltung für institutionelle Investoren in New York.
Ende 1968 hatte die IOS erfolgreich einen Teil der Aktien ihrer Tochtergesellschaft IOS-Management Ltd. an die Börse gebracht (der Gesellschaft, die die großen Fonds der IOS wie den IIT und den Fund of Funds verwaltete). Daher sollten 1969 auch Aktien der Muttergesellschaft IOS Ltd. an der Börse platziert werden. Dieser Plan wurde von vielen IOS-Mitarbeitern positiv bewertet, denn danach hatten sie künftig die Möglichkeit, jederzeit ihre durch den Stock-Option-Plan erworbenen IOS-Aktien an der Börse zu Geld zu machen. Nach dem Stock-Option-Plan konnten die Mitarbeiter nach zehn Jahren die ersten zehn Prozent ihrer Aktienoptionen einlösen, in jedem Folgejahr dann weitere zehn Prozent. Zum Zeitpunkt des Börsengangs zählte die IOS etwa 2.200 interne Aktionäre, 1961 waren es nur 34 gewesen.
Im Oktober 1969 wurden elf Millionen Aktien für 10 US-Dollar pro Aktie zum öffentlichen Kauf angeboten. Davon stammte die Hälfte aus dem Bestand der Altaktionäre und die andere Hälfte aus einer Kapitalerhöhung. Cornfeld verfügte nach dem Börsengang nur noch über 16 Prozent der IOS-Aktien. Der Gesellschaft, deren Sitz kurz zuvor von Panama in die kanadische Provinz Ontario verlegt worden war, flossen aus dem Börsengang mehr als 50 Millionen Dollar zu. Der Aktienkurs entwickelte sich zunächst gut, er pendelte bis zum Beginn der IOS-Krise im März 1970 zwischen 13 und 17 Dollar. Da die IOS-Führung sie dazu ermuntert hatte, erwarben viele Mitarbeiter aus den unteren und mittleren Unternehmensebenen in den ersten Monaten viele Aktien, oftmals mit geliehenem Geld, was vielen im folgenden Kurssturz der IOS-Aktie zum Verhängnis werden sollte.
Die IOS wurde in der Phase des Erfolges von verschiedenen Fehlentwicklungen eingeholt. Bernard Cornfeld hatte sich seit 1968 fast völlig aus der Führung der Gesellschaft zurückgezogen. Die Geschicke der Firma wurden ab Mitte 1968 faktisch von Edward Cowett geführt. Cowett war maßgeblich dafür verantwortlich, dass erhebliche Mittel des Fund of Funds (insgesamt 217 Millionen Dollar) für Projekte der Ölexplorationsfirma King Resources von John M. King verwendet wurden. Weiter erwarb die IOS mit der kanadischen Channing-Gruppe eine unprofitable Fondsgesellschaft und verlor mehrere Millionen Dollar durch Investitionen in den Mischkonzern Commonwealth United. Des Weiteren verschlang der rasant wachsende Vertriebsapparat einen immer größeren Teil der eingenommenen Gelder. Dazu kam das fehlende interne Kostenmanagement, so wurde neben dem Vertrieb auch der Verwaltungsapparat weiter aufgebläht. In großem Umfang wurden Kredite an führende Mitarbeiter vergeben, abgesichert nur mit den Aktien der IOS. Es stellte sich weiter heraus, dass Edward Cowett fast 25 Millionen Dollar der IOS dafür verwendet hatte, nach dem Börsengang den Kurs der IOS-Aktie zu stützen.
Durch diese Fehlentwicklungen befand sich die IOS trotz der Mittel aus dem Börsengang und hoher Gewinne aus den laufenden Geschäften Ende 1969 in einer Liquiditätskrise. Anfang März 1970 informierte der IOS-Finanzvorstand Melvin Lechner die Führung der IOS, dass statt des erwarteten Gewinns von 0,50 US-Dollar pro Aktie nur 0,21 US-Dollar pro Aktie ausgewiesen werden können. Die IOS arbeitete bereits in der zweiten Hälfte des Jahres 1969 mit Verlust, für das laufende Geschäftsjahr 1970 musste die IOS weitere Verluste bestätigen.
Nachdem die finanzielle Lage des Unternehmens öffentlich bekannt geworden war, geriet die IOS-Aktie ab Anfang April stark unter Druck und fiel bis Juni 1970 zeitweise unter die Zwei-Dollar-Marke. Viele Anleger und Angestellte mit kreditfinanzierten Engagements verloren durch den Zwangsverkauf ihrer Aktien viel Geld, als der Wert der Aktien nicht mehr zur Sicherung der Kredite ausreichte. Cornfeld, der durch den Börsengang der IOS die Kontrolle über die Gesellschaft verloren hatte, konnte trotz intensiver Bemühungen seine Positionen in der Führung der Firma nicht halten. Anfang Mai 1970 wurde er in einer Sitzung des Verwaltungsrats entmachtet und am 30. Juni 1970 in der Hauptversammlung nicht wieder in den Verwaltungsrat gewählt. Auch Edward Cowett musste die Firma verlassen. Allen Cantor wurde im Juni 1970 als Vertriebschef durch Harvey Felberbaum ersetzt, der die IOS-Organisation in Italien aufgebaut hatte. Erich Mende verließ die IOS Anfang Juli 1970. Auch Gianluigi Aponte verließ die IOS 1970 und gründete die Reederei MSC.
Die neue Führung der IOS unter White bemühte sich sofort um den Einstieg finanzkräftiger Investoren. In dieser Situation war es ein Nachteil, dass sich die IOS nie um besonders gute Beziehungen zu den traditionellen Banken bemüht hatte. Es bestand kein großes Interesse an einer in die Krise geratenen Gesellschaft, der die Vertreter in Scharen wegliefen und die unter hohen Mittelrückflüssen litt. Die Zahl der Angestellten verringerte sich bis Ende 1970 auf die Hälfte, die Zahl der Vertreter ebenfalls, die verwalteten Mittel sanken durch Kursverluste und Anteilsrückgaben auf 1,4 Milliarden Dollar. Die IOS verzeichnete im ersten Halbjahr 1970 einen Verlust von 25 Millionen Dollar.
Schließlich kam es zu einem Angebot von einem US-Dollar pro Aktie durch die Bank Rothschild in Paris, das aber vom Verwaltungsrat der IOS als zu niedrig zurückgewiesen wurde, da der langjährige Geschäftspartner der IOS, John M. King, vier Dollar pro Aktie geboten hatte. King konnte seine finanziellen Zusagen nicht einhalten, so dass die IOS schließlich das Unterstützungsangebot eines neuen Interessenten annahm, Robert Vesco, Hauptaktionär und Vorsitzender des von ihm aufgebauten Mischkonzerns International Control Corporation (ICC). Am 3. September 1970 schloss die IOS eine Kreditvereinbarung mit Vescos Firma.

## Der Untergang (ab 1971)
Nachdem Vesco in die IOS eingestiegen war, festigte er seine Position dadurch, dass er im Januar 1971 das Aktienpaket von Bernard Cornfeld erwarb. Am 16. Januar 1971 verkaufte Cornfeld die ihm verbliebenen Aktien für 0,80 US-Dollar pro Stück an eine unbekannte Gesellschaft namens Linkink. Cornfeld glaubte, es handele sich um internationale Investoren. In Wirklichkeit hatte Vesco die Briefkastengesellschaft Linkink nur zum Zwecke des Erwerbs der Cornfeld-Aktien gegründet. Vesco stand von Anfang an vor dem Problem, dass er die noch vorhandenen IOS-Mittel nicht frei verwenden konnte, denn der Vergleich mit der SEC verbot der IOS nach wie vor jegliche Betätigung in den USA und damit auch eine Zusammenarbeit mit der Firma ICC von Robert Vesco. Nach und nach besetzte Vesco hohe Positionen der IOS mit eigenen Mitarbeitern, mit dem Ziel, die IOS-Mittel schließlich über Briefkastengesellschaften verwenden zu können. Er entwickelte den Plan, unter dem Namen ABC eine Offshore-Firma zu gründen, um dann die IOS-Gelder über Briefkastengesellschaften und Banken auf den Bahamas in diese neue Firma zu leiten. Als Folge wären so die noch vorhandenen Fondsgelder dem Zugriff der Anleger entzogen worden. Die von Vesco veranlassten Geldbewegungen blieben nicht unbemerkt und so kam es Ende 1972 zu einer SEC-Anklage gegen Robert Vesco und sechs weitere Personen unter dem Vorwurf, 224 Millionen Dollar der IOS veruntreut zu haben. Andere Berichte gehen von bis zu 500 Millionen aus, was unwahrscheinlich ist, da die IOS-Fonds bereits im September 1971 nur noch 480 Millionen Dollar verwalteten. Die SEC reduzierte die konkreten Vorwürfe später auf 100 Millionen Dollar. Auch davon dürfte aber nur ein kleinerer Teil von den Beschuldigten effektiv unterschlagen worden sein, da im Insolvenzverfahren der IOS und anderer Firmen ein Großteil der Gelder sichergestellt wurde. Der größte Einzelmissbrauchsfall war dabei eine 60-Millionen-Dollar-Überweisung des Fund of Funds auf eine Bank auf den Bahamas, wovon laut Insolvenzverwalter der Verbleib von knapp 20 Millionen Dollar nicht mehr zu klären war. Vesco entzog sich dem Verfahren durch Flucht nach Costa Rica. Er lebte bis 1982 in Costa Rica, den Bahamas und Antigua, bis er schließlich nach Kuba gelangte.
1973 musste die IOS Insolvenz anmelden. Die Durchführung der Insolvenz der IOS und ihrer Fonds dauerte mehrere Jahre. Es gelang aber selbst im Falle des Fund of Funds, 95 % der registrierten Anleger zu erreichen und ihnen Liquidationsgelder auszuzahlen, ein deutlicher Beweis gegen den Mythos, die IOS-Anleger hätten alles verloren. Die stark zurückgehenden Einlagen bis Ende 1972 zeigen auch, dass viele Anleger ihre Fondsanteile zurückgaben, als noch ein regulärer An- und Verkauf der Fondsanteile stattfand. Im Falle des von Verlusten am stärksten getroffenen Fund of Funds hatten viele deutsche Anleger 1969 ihre Anteile in IIT- oder Investorsfonds-Anteile getauscht, da der Verkauf des Fund of Funds in Deutschland ab 1. November 1969 illegal war und die bisherigen Anleger des FOF mit einer höheren Steuer auf ihre Anteile belegt wurden.
Die Liquidation des Fund of Funds wurde offiziell am 16. Januar 2006 abgeschlossen. An die Anleger wurden 15,75 US-Dollar pro Aktie (162,6 Millionen Dollar) gezahlt. Die IIT-Anleger hatten bis 1986 pro Aktie 7,50 Dollar erhalten, die Venturefonds-Anleger 9 Dollar je Aktie. Die Liquidation des Investment Properties International wurde offiziell im Dezember 1999 beendet. An die Anleger wurden insgesamt 172 Millionen Dollar (16,49 Dollar pro Aktie) ausgezahlt.
Nicht betroffen von der IOS-Insolvenz waren die Anleger des Investors-Fonds. Dieser wurde bis 1975 von der Orbis-Bank weitergeführt. Nach der Insolvenz der Orbis Bank 1975 wurde er von der MK-Kapitalanlagegesellschaft erworben und unter dem Namen MK-Investors-Fonds (mit noch 45.000 registrierten Kunden) fortgeführt. Am 30. Juni 2005 wurde der MK-Investors-Fonds geschlossen.
Noch heute warten auf Konten von Treuhändern Gelder aus der IOS-Liquidation auf die Anspruchsinhaber. Im Falle des IPI (Investment Property International) sind dies nach Auskunft von PricewaterhouseCoopers 7 Millionen Dollar (Stand: Februar 2006). Aus der Liquidation des Fund of Funds können nach Auskunft von Deloitte & Touche noch etwa 4,4 Millionen Dollar geltend gemacht werden. Auf Internetseiten mit zweifelhafter Seriosität wurden noch Anfang 2006 teure Materialien zum Kauf angeboten, mit denen der Interessent angeblich seine Ansprüche geltend machen kann.

## Nachbemerkung
Durch riskante Anlagestrategien und hohe Gebührenbelastungen konnte kaum ein Fonds die in ihn gesetzten Erwartungen erfüllen. Der Ende 1969 größte Fonds der IOS, der IIT, schaffte es von 1960 bis 1969, nur 4 Millionen US-Dollar Gewinn für die Anleger zu erzielen. In derselben Zeit kassierte die IOS 11 Millionen Dollar an Gebühren vom IIT. Der Wert eines noch im März 1969 mit großem Erfolg in Deutschland verkauften Venturefonds fiel einschließlich Gebühren, Aufwertungs- und Kursverlusten bis Mitte 1970 um fast 40 Prozent. Fund-of-Funds-Anleger traf es Ende August 1970 besonders. Drei Fünftel des Fondsvermögens wurden in eine neue Gesellschaft überführt. Die Anleger erhielten zum Ausgleich eine Aktie dieser neuen Firma Natural Resources Property Corp, die den ehemaligen Rohstoff-Fonds des FOF repräsentierte. Der Wert eine FOF-Anteils fiel so von 18,44 auf 7,44 Dollar – ein Verlust von 75 Prozent gegenüber dem Ausgabekurs von 1963.
Der Ökonom John Kenneth Galbraith schreibt über die Arbeitsweise des Unternehmens:

„Der IOS war vor allem ein riesiger Verkaufsapparat, in dem Effektenverkäufer andere Verkäufer anwarben und so eine Provision von deren Verkäufen erhielten. Die so Angeworbenen warben ihrerseits andere Verkäufer an, von denen sie dann Provisionen erhielten. In Deutschland war die Pyramide am Ende sechs Stockwerke hoch, und nur ein Bruchteil der eigentlichen Investitionen floss noch in die Wertpapiere, zu deren Ankauf sie gedacht waren. Alles Übrige floss in jene Provisionen. Es würde schwerfallen, sich ein finanztechnisch ungeeigneteres Unternehmen für Investoren auszudenken.“

Beteiligte
- Bernard Cornfeld wurde im Mai 1973 in Genf verhaftet. Die Anklagepunkte reichten von gewerbsmäßigen Betrug bis zur Urkundenfälschung. Er wurde 1974 gegen eine Kaution von fünf Millionen Schweizer Franken freigesprochen.[3] Es gelang ihm  jedoch keine Rückkehr ins Finanzgeschäft. Er starb verarmt am 27. März 1995 an den Folgen einer Gehirnblutung in London.
- Edward M. Cowett starb 1974 im Alter von 44 Jahren an Herzversagen.[4]
- Allen Cantor lebte noch bis 1988 gut situiert in der Schweiz.
- John M. King lebte 1986, von mehreren Schlaganfällen gezeichnet, als kleiner Geschäftsmann in den USA.
- Robert Lee Vesco wurde 1996 in Kuba wegen des Handels mit einem vermeintlichen Wundermedikament namens „TX“ zu 13 Jahren Haft verurteilt. Er starb am 23. November 2007.[5]

Vielen deutschen Spitzenmanagern der IOS gelang ein Neustart bei anderen Finanzunternehmen, später oft auch als Chefs eigener Finanzdienstleister. Dazu gehören:
- Otto Witschier (OVB Vermögensberatung)
- Werner Kunkler (HMI-Organisation)
- Erich Mende (Bonnfinanz)
- Reinfried Pohl (Deutsche Vermögensberatung)
- Udo Keller (tecis)